# Anna Maria Rizzoli
Anna Maria Rizzoli (n. 26 august 1953, Roma, Italia) este o actriță italiană.